# Uedesheim
Uedesheim ist ein Stadtteil der Stadt Neuss im Rhein-Kreis Neuss.

## Lage
Im Norden und im Osten grenzt Uedesheim an den Rhein, im Westen an die A 46 und an die A 57, im Süden an das Gebiet der Stadt Dormagen. Der westliche Teil Uedesheim, an der Bundesstraße 9 gelegen, wurde früher Macherscheid (oder Machenschein) genannt.

## Geschichte

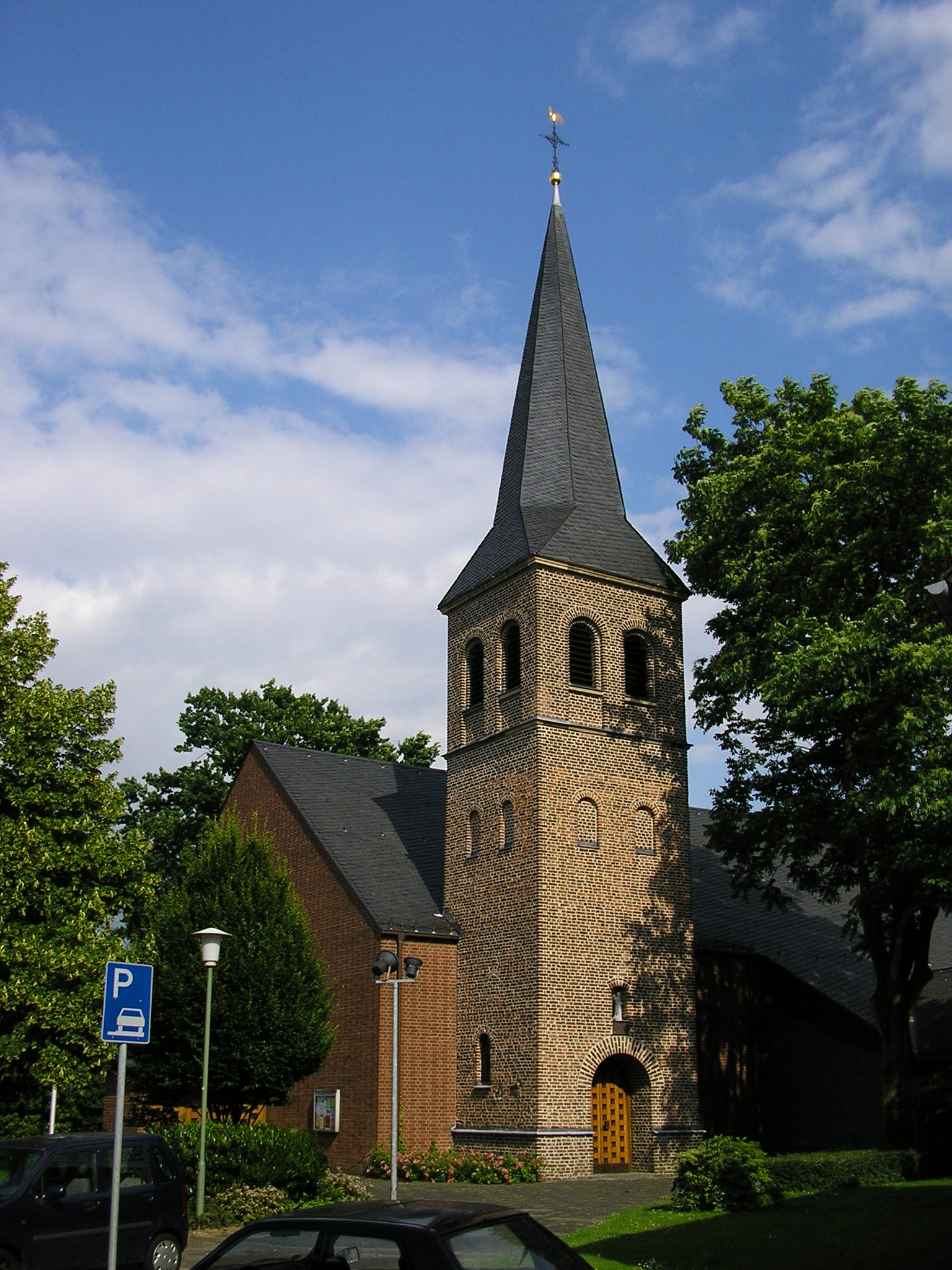
St. Martinus Uedesheim. Der Turm blieb 1960 beim Abbruch des Vorgängerbaus der Kirche erhalten. Untere Geschosse 1453 errichtet.

Römische Besiedlung wurde durch Funde und die „Villa Udenis“ belegt. Außerdem führte eine Römerstraße durch das heutige Uedesheim. Die Endung „-heim“ deutet auf einen altfränkischen Namen hin. Erstmals schriftlich erwähnt wurde Uedesheim in einer gefälschten Urkunde aus dem Jahre 1188 als Udensheim. Seit dieser Zeit besaß die Äbtissin des Neusser Quirinusstiftes einen Hof in Uedesheim. Er hatte 1277 eine Fläche von 42 Morgen. 1293 entstand der Haupthof des Quirinusstiftes in Uedesheim. Die katholische Kirche wurde bereits im 14. Jahrhundert errichtet. Im Truchsessischen Krieg wurde der Ort vollkommen zerstört. Auch der Dreißigjährige Krieg ging an Uedesheim nicht spurlos vorüber. Im Jahre 1646 plünderten hessische Soldaten den Ort. Am 14. Dezember 1661 zerstörte ein Brand die katholische Kirche und den Quirinushof. Abermals wurde die Kirche durch einen Brand im Jahre 1783 vernichtet.

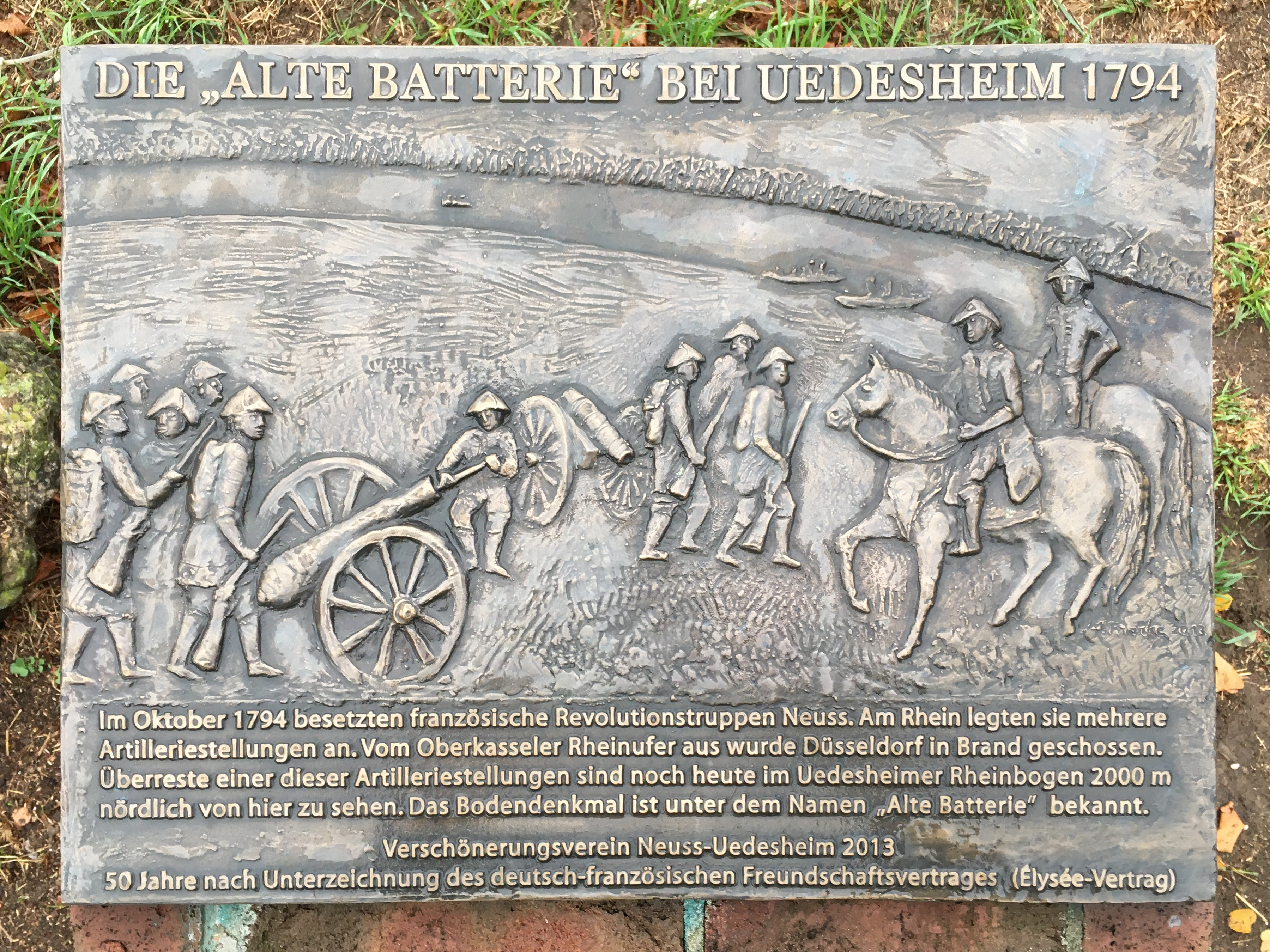
Bronzetafel zur Erinnerung an die „Alte Batterie“ von 1794

Im Jahre 1794 besetzten französische Truppen Uedesheim. Im Rheinbogen zwischen Uedesheim und der Fleher Brücke legten sie eine Artilleriestellung an. Ihre Überreste sind unter dem Namen „Alte Batterie“ bekannt und noch heute zu sehen. Von 1794 an gehörte der Ort zum Kanton Neuss im Arrondissement Krefeld. Der Quirinushof mit 49,51 Hektar Land wurde enteignet und wurde Besitz des französischen Staates. 1815 fiel Uedesheim an das Königreich Preußen. 1816 entstand die Gemeinde Uedesheim, sie bestand aus den Orten Uedesheim, Macherscheid, Stüttgen und Wahlscheider Hof und sie gehörte zur Bürgermeisterei und Sammtgemeinde Grimlinghausen. In den Jahren vor 1929 erhob die Stadt Düsseldorf Anspruch auf Uedesheim und hatte bereits die beiden Wahlscheider Höfe in Privatbesitz gebracht. 1929 wurde die Gemeinde Uedesheim in die Stadt Neuss eingemeindet. Allerdings kam der Ort Stüttgen an das Amt Norf. 1945 besetzten amerikanischen Soldaten den Ort. Nach dem Krieg entstand für vertriebene Bauern eine Bauernsiedlung am Ort. Als 1975 das Amt Norf in die Stadt Neuss eingemeindet wurde, kam der Ort Stüttgen an den Stadtbezirk Uedesheim.

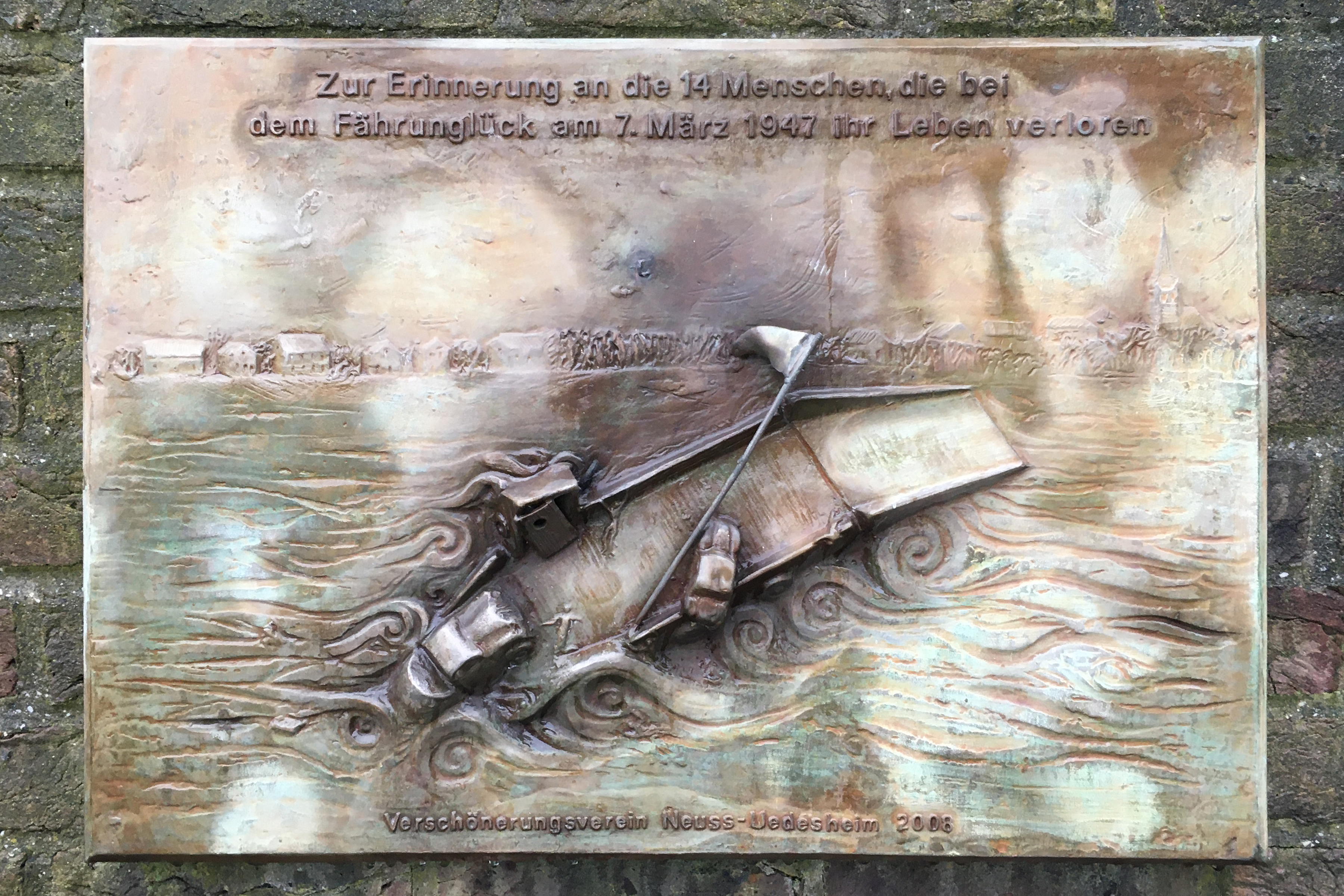
Bronzetafel zur Erinnerung an das Fährunglück vom 7. März 1947

Bis zur Errichtung der Fleher Brücke Ende der 1970er Jahre im Zusammenhang mit dem Ausbau der A 46 waren das linksrheinische Uedesheim und das rechtsrheinische, zu Düsseldorf gehörende Himmelgeist durch eine Autofähre miteinander verbunden. Der Betrieb wurde nach Inbetriebnahme der Fleher Brücke eingestellt. Bereits seit Jahrhunderten hatte es zwischen Uedesheim und Himmelgeist eine Fährverbindung gegeben. 1888 wurde die bis dahin existierende Fähre durch eine Querseilponte ersetzt. Der Fährbetrieb lief bis 1947 unfallfrei. Am 7. März 1947 kam es zu einem schweren Unglück. Die Fähre St. Antonius versank im Rhein, der zu diesem Zeitpunkt Treibeis führte. Bei dem Untergang kamen 14 Menschen ums Leben. An das Unglück erinnert heute eine Bronzetafel rechts neben dem Deichtor, die der Verschönerungsverein Neuss-Uedesheim e. V. 2008 gestiftet hat.
Zurzeit sind Bestrebungen im Gange, erneut eine dauerhafte Fährverbindung zu schaffen.
Gegen die Fluten des Rheins schützt der 1889 gegründete Deichverband Uedesheim die Ortschaft bis zu einem Wasserstand von 11,60 Meter, gemessen am Düsseldorfer Pegel. Die Eintrittswahrscheinlichkeit dieses Hochwassers liegt bei drei Ereignissen in 1.000 Jahren.

### Einwohnerentwicklung
Jahr – Einwohnerzahl
- 1816: 0469
- 1828: 0592
- 1861: 0637
- 1905: 0734
- 1925: 0857
- 1950: 1126
- 1961: 2859
- 1975: 4307
- 2006: 4287
- 2010: 4425
- 2020: 4431
- 2021: 4363
- 2024: 4353[3]

## Politik
Bei der Wahl des Rates der Stadt Neuss 2020 erreichten in Uedesheim die CDU (direkt gewählt: Stefan Crefeld) 52,13 %, SPD 20,57 %, Bündnis 90/Die Grünen 14,03 %, FDP 2,65 %, AfD 3,37 %, UWG 1,36 % und Sonstige 3,56 % der Stimmen. Die Wahlbeteiligung lag bei 58,22 %. Dem Bezirksausschuss Uedesheim gehören an: neun Vertreter der CDU, drei Vertreter der SPD, drei Vertreter von Bündnis 90/Die Grünen, ein Vertreter der FDP, ein Vertreter von Die Linke, ein Vertreter UWG und ein Vertreter der AfD. Erstmals können die ortsansässigen Vereine und Gemeinschaften insgesamt vier nicht stimmberechtigte Mitglieder benennen. Vorsitzender des Bezirksausschusses Uedesheim ist Stefan Crefeld (CDU).

## Kultur und Freizeit

### Kirchen
- Römisch-katholische Kirche St. Martinus
- Evangelische Friedenskirche

### Vereine
- SV Uedesheim 1928 e. V. – stellt in der Saison 2008/2009 die erfolgreichste Fußballmannschaft der Stadt Neuss
  - SV Uedesheim Chiefs – vertreten in der Inline-Skaterhockey-Bundesliga
- Bürger-Schützen-Verein (gegründet 1879)
- Schönes Uedesheim – Heimatverein e. V.
- KjG St. Martinus Uedesheim – ist eine der größten KjGs in der Region Neuss

## Hilfsorganisationen
Seit dem Jahr 2000 hat der DLRG-Bezirk Kreis Neuss in Uedesheim am Rhein eine Wasserrettungsstation zu Schulung und Ausbildungszwecken, aber auch für den Wachdienst am Rhein. Diese wird regelmäßig während der Sommermonate von Einsatzkräften der DLRG Neuss und aus dem gesamten DLRG-Bezirk besetzt. Von hier aus wird am Wochenende wie auch an Feiertagen der Wasserrettungsdienst im Neusser Stadtgebiet und auf Anforderung darüber hinaus gestellt.

## Wirtschaft und Infrastruktur

### Öffentliche Einrichtungen
- Offene Ganztagsgrundschule St. Martinus[4]
- Kindergarten
- Jugendherberge

### Verkehr
- Linie 851 (Stadtbus): Kaarst Elchstraße–Neuss-Neusserfurth–Neuss-Uedesheim
- Linie 850(T) (TaxiBus): Rosellen-Allerheiligen S-Bahn-Uedesheim
- Linie SB53 Neuss, Moselstraße über Allerheiligen (S) nach Düsseldorf Südpark